# Sueviota
Sueviota — род морских лучепёрых рыб из семейства бычковых. Небольшие ярко окрашенные рыбы длиной от 1,3 (Sueviota bryozophila) до 2,3 (Sueviota minersorum) см. Обитают в тропических водах Тихого и Индийского океанов. Донные рифовые рыбы, живущие на глубине от 3 до 82 м. Безвредны для человека, их охранный статус не оценивался, объектами промысла не являются.

## Виды
На август 2024 года род включает следующие виды:
- Sueviota aethon Nunes Peinemann, Pombo-Ayora & Tornabene, 2024
- Sueviota aprica Winterbottom & Hoese, 1988
- Sueviota atrinasa Winterbottom & Hoese, 1988
- Sueviota bryozophila Allen, Erdmann & Cahyani, 2016
- Sueviota lachneri Winterbottom & Hoese, 1988
- Sueviota larsonae Winterbottom & Hoese, 1988
- Sueviota minersorum Greenfield, Erdmann & Utama, 2019
- Sueviota pyrios Greenfield & Randall, 2017
- Sueviota tubicola Allen & Erdmann, 2017